# Arion flagellus
Arion flagellus es una especie de molusco gasterópodo de la familia Arionidae en el orden de los Stylommatophora.

## Distribución geográfica
Es  endémica de la península ibérica, pero ha sido introducida en varios países: Gran Bretaña Irlanda y otras áreas.